# Bubblegum pop
Il bubblegum (conosciuto anche come bubblegum pop, bubblegum rock, bubblegum music o youth music) è un genere musicale nato negli Stati Uniti nella seconda metà degli anni '60 sottogenere del garage rock che unisce pop e rock indirizzato ai teenager o ai bambini e destinato al consumo di massa.

## Definizioni e caratteristiche
Occasionalmente utilizzato in senso dispregiativo, il termine "bubblegum" ha avuto musicalmente diverse applicazioni. Nel libro del 2001 Bubblegum Music Is the Naked Truth (inedito in Italia) di David Smay e Kim Cooper vengono riportate le regole e le caratteristiche tipiche delle boy band e degli artisti teen pop come intrinsecamente legate al bubblegum pop e definisce il termine in cinque modi:
1. Il genere classico definito bubblegum pop di moda tra il 1967 e il 1972.
2. Musica pop usa e getta
3. Musica pop costruita e pubblicizzata appositamente per accattivare un pubblico pre-adolescenziale.
4. Musica pop prodotta in un processo a catena di montaggio, alla mercé dei produttori che utilizza turnisti che suonano e artisti che prestano il loro volto.
5. Musica pop generica che riprende le sonorità upbeat tipiche del bubblegum pop.[4]

Alcuni critici dibattono sull'inclusione di alcuni artisti all'interno del genere (in particolare nel caso dei Monkees) e se nel genere debbano o meno rientrare anche artisti successivi di generi come disco, dance pop, teen pop e le boy band. Secondo questa interpretazione quindi alla fine degli anni novanta, Britney Spears, Christina Aguilera e le Spice Girls sarebbero state una rappresentazione evidente di questa tendenza.
Gli artisti del genere erano più frequenti a pubblicare singoli che album interi. Caratteristiche tipiche del bubblegum sono le melodie concise e orecchiabili, strutture musicali a tre accordi, armonie semplici, ritmi ballabili e riff ripetitivi. Spesso i testi si basano su un immaginario innocente e apparentemente infantile o addirittura nonsense con occasionale uso di doppi sensi e caratterizzato da ritornelli accattivanti e ripetitivi come Yummy Yummy Yummy, Chewy Chewy (degli Ohio Express), Bang-Shang-A-Lang (degli Archies), Dong-Dong-Diki-Di-Ki-Dong (dei Golden Earring), Polly-Wally-Do-Da-Day (dei 1910 Fruitgum Company). Molto di ciò che è riferito al genere è collegato solitamente alla pesante commercializzazione che lo accompagnava. Vennero spesso messi in vendita prodotti recanti i loghi e le foto dei gruppi, dai cibi ai vestiti. Il critico musicale Lester Bangs ha descritto il genere come "Il suono base del rock 'n' roll – senza la rabbia, la paura, la violenza e l'anomia".

## Storia

### Anni sessanta

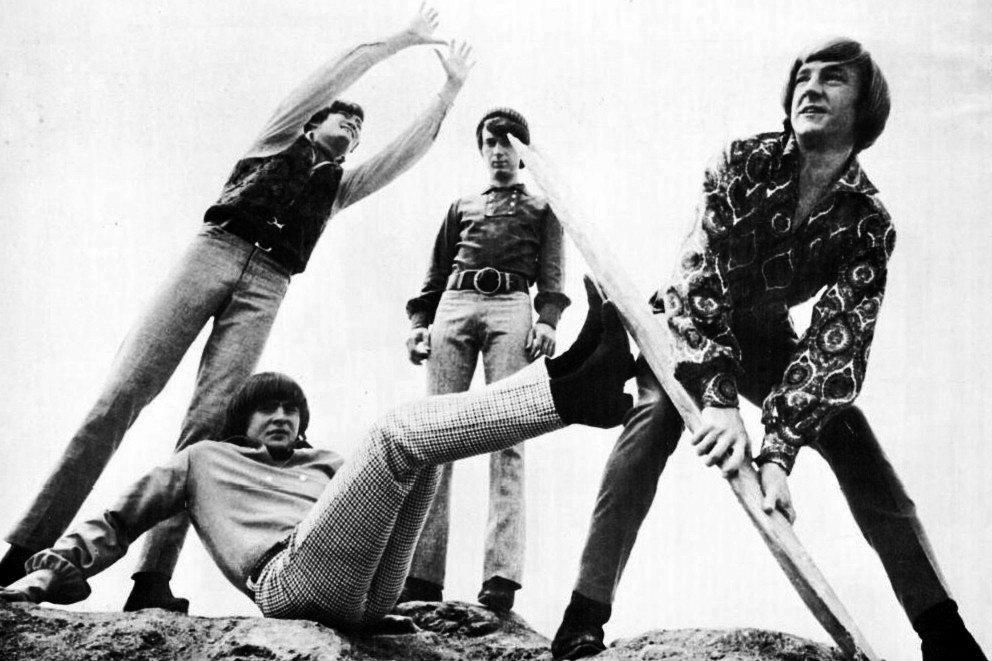
I Monkees

Il termine si riferisce ad una tipologia di musica pop emersa durante la seconda metà degli anni sessanta, epoca in cui aveva fra i suoi esponenti di punta i Monkees, gli Archies, i Music Explosion, gli Ohio Express, Tommy Roe e i Lemon Pipers.
Il brano di successo del 1969 degli Archies Sugar, Sugar è considerato uno dei maggiori esempi del bubblegum pop e del cartoon rock, una tendenza di brevissima durata riguardante le serie a cartoni animati del sabato mattina, nei quali erano frequenti le esibizioni di canzoni pop rock in stile bubblegum, tra i gruppi più rappresentativi del filone vi erano i Banana Splits, protagonisti dell'omonima serie televisiva per bambini.
I produttori musicali Jerry Kasenetz e Jeffry Katz affermarono di aver coniato il termine "bubblegum pop" nel definire l'audience della loro musica rivolta ad un pubblico di giovani e giovanissimi in un periodo in cui le gomme da masticare andavamo molto di moda. Il termine venne definitivamente consacrato dal loro capo Neil Bogart, presidente della Buddah Records, una delle etichette più attive nel genere.
La maggior parte delle band bubblegum pop sono gruppi one-hit wonder (con alcune notevoli eccezioni come la Partridge Family e Tommy Roe) il cui sound rimase commercialmente dominante fino agli inizi degli anni settanta.

### Anni 1970 - oggi

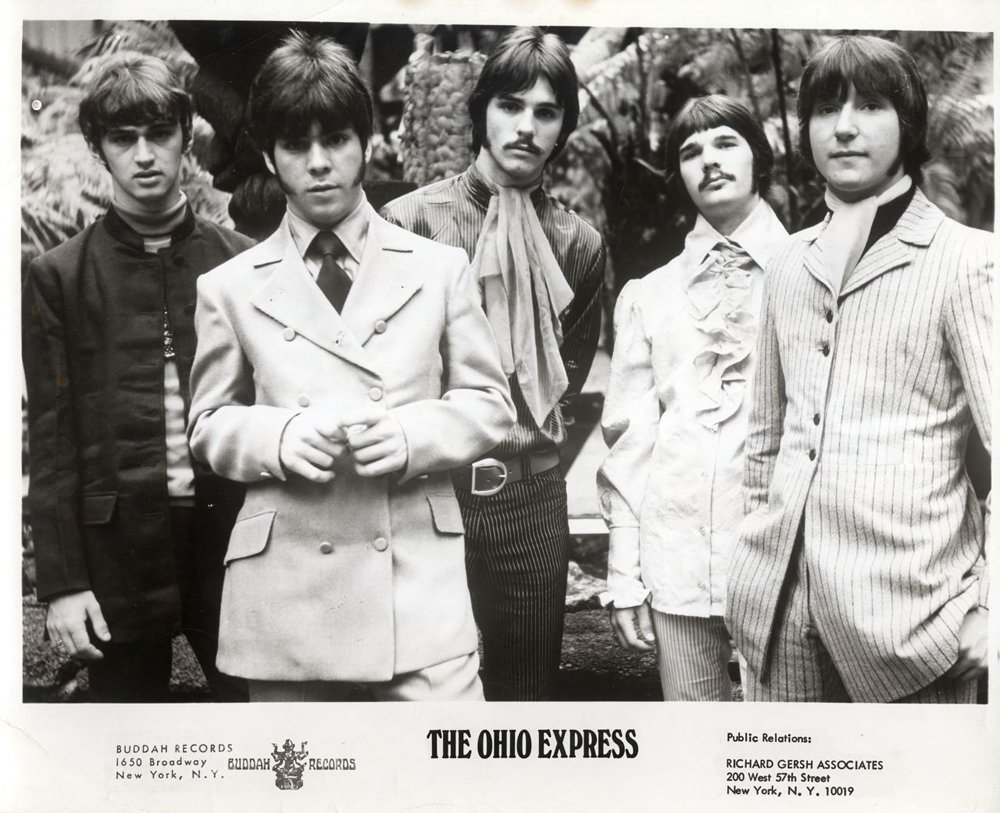
Gli Ohio Express

Negli anni settanta la musica bubblegum perse terreno. A conferma di ciò, produttori bubblegum come il duo Kasenetz-Katz cambiarono stile musicale. Stando a quanto riporta Chuck Eddy nel libro Bubblegum Music Is the Naked Truth, il bubblegum pop divenne "più un atteggiamento che un genere" nel corso degli anni settanta. Nel Regno Unito il bubblegum pop prese piede all'inizio del decennio per poi perdere quota alla fine dello stesso.

Nel 2010 lo scrittore e musicista Bob Stanley dichiarò che:

## Influenza
Nel corso degli anni settanta il genere mostrò una seminale influenza per il glam rock, il power pop, il punk, la new wave e il metal melodico. Ne sono un esempio i Kiss e i Ramones, riconosciuti tra le formazioni punk più importanti e maggiormente contaminate dalla bubblegum music. La band dei "fratelli" Ramone adottò in alcune circostanze un'estetica visiva ispirata al mondo dei cartoni animati e suonò le cover di due noti brani bubblegum, ovvero Little Bit O' Soul dei Music Explosion e Indian Giver dei 1910 Fruitgum Company.

Bill Pitzonka riportò delle osservazioni riguardo la musica bubblegum e la sua eredità: